# Westfield (Nova Jérsei)
Westfield é uma cidade  localizada no estado americano de Nova Jérsei, no Condado de Union.

## Demografia
Segundo o censo americano de 2000, a sua população era de 29.644 habitantes.
Em 2006, foi estimada uma população de 29.944, um aumento de 300 (1.0%).

## Geografia
De acordo com o United States Census Bureau tem uma área de
17,4 km², dos quais 17,4 km² cobertos por terra e 0,0 km² cobertos por água.

## Localidades na vizinhança
O diagrama seguinte representa as localidades num raio de 4 km ao redor de Westfield.